# Tõnis Palts

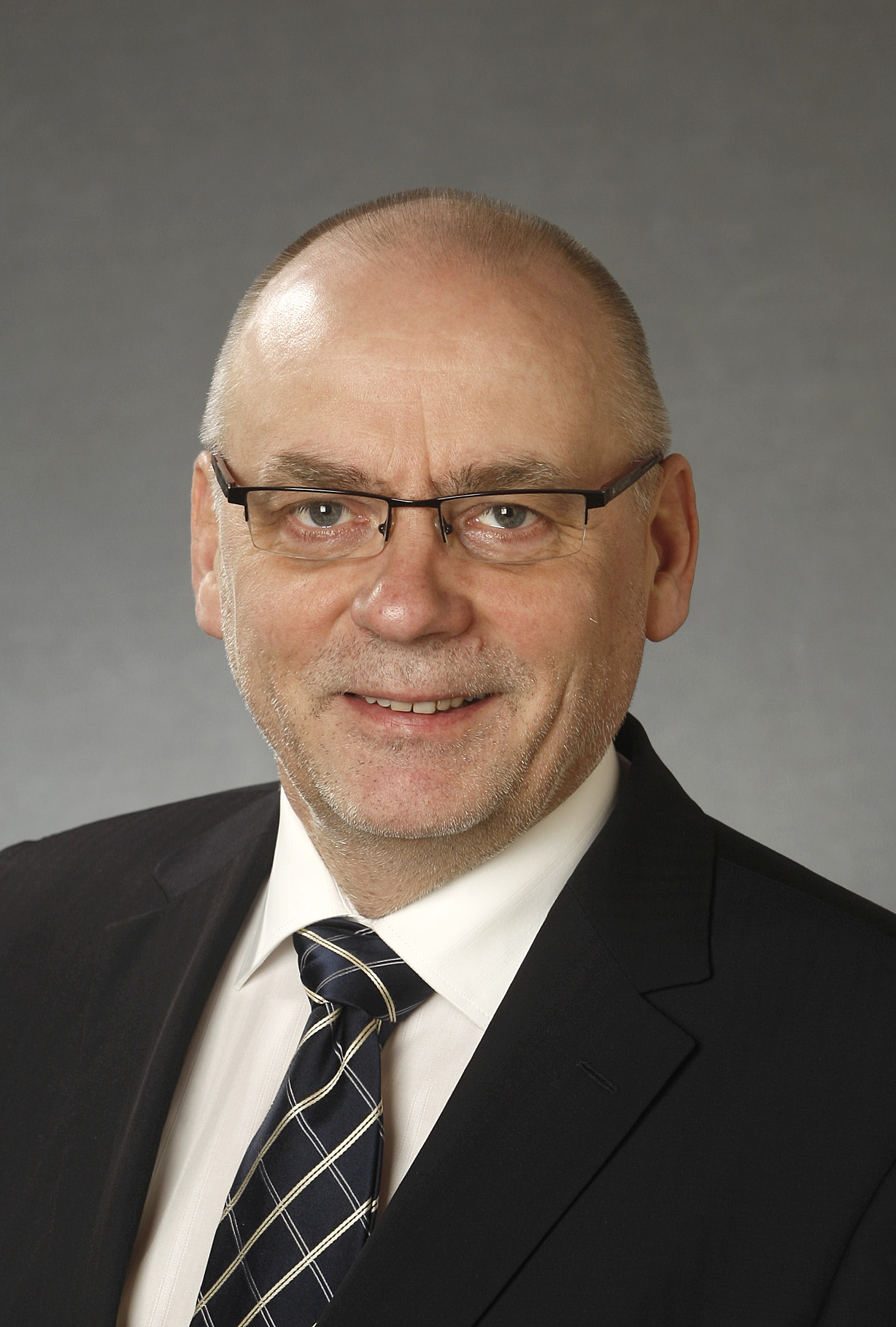
Tõnis Palts (2011)

Tõnis Palts (* 29. März 1953 in Kuressaare) ist ein estnischer Unternehmer und Politiker.

## Leben und Beruf
Tõnis Palts studierte nach seinem Abitur von 1971 bis 1976 Radiotechnik an der Technischen Universität Tallinn.
Mit der Wiedererlangung der estnischen Unabhängigkeit wurde Tõnis Palts erfolgreicher Unternehmer und Multimillionär. Er war von 1993 bis 1999 Aufsichtsrat bzw. Geschäftsführer der von ihm gegründeten Firma Levicom Cellular AS, von 1996 bis 2001 Aufsichtsratsvorsitzender der Firma Ritabell AS, von 1997 bis 2000 Vorstandsmitglied des Unternehmens Ringhäälingu Saatekeskus AS, von 1996 bis 2001 Aufsichtsratsvorsitzender der Tallinner Kabelfernsehgesellschaft und von 1999 bis 2002 Aufsichtsratsvorsitzender der Firma OÜ Levicom BroadBand.
Nach 2000 ging Palts in die Politik und schloss sich der neuen Partei Res Publica an. Er gilt als einer der wesentlichen Financiers der Partei. Von Juni bis Dezember 2001 bekleidete Palts das Amt des Oberbürgermeisters von Tallinn. Von April bis Oktober 2003 war er Finanzminister der Republik Estland im Kabinett von Ministerpräsident Juhan Parts. Von September 2003 bis Oktober 2004 war Palts Abgeordneter im estnischen Parlament (Riigikogu), bevor er von Oktober 2004 bis November 2005 erneut Oberbürgermeister von Tallinn wurde.

## Privatleben
Tõnis Palts ist mit Karmen Palts verheiratet und hat sechs Kinder.